# Literă
O literă este un semn grafic din scrierea segmentală a unei limbi, corespunzând unui fonem.